# Dankmar Adler

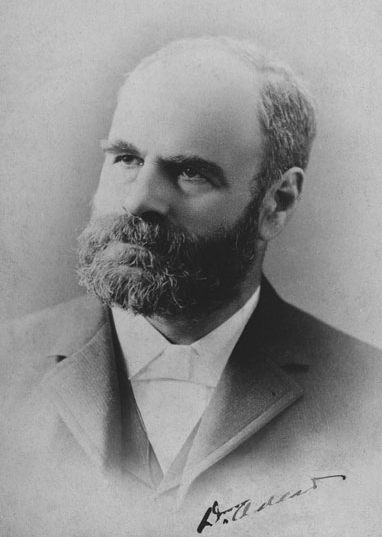
Dankmar Adler (1844–1900)

Dankmar Adler (3 de julho de 1844 em Stadtlengsfeld – Chicago, 16 de abril de 1900) foi um arquiteto americano.
Adler foi um engenheiro civil que, com seu associado Louis Sullivan, projetou muitos edifícios inclusive o Guaranty Building em Buffalo, New York, o Chicago Stock Exchange Building (1894-1972) e o Auditorium Building (1889), um exemplo de engenharia acústica incipiente, e a Kehilath Anshe Ma'ariv Synagogue. Apesar de aclamado como especialista em acústica, Alder era incapaz de explicar a razão da excelente qualidade acústica de seus edifícios. A sociedade de Adler e Sullivan uma das ferramentas na reconstrução de Chicago após o Grande incêndio de Chicago e líder movimento de arquitetura conhecido como a Escola de Chicago. Além de suas próprias conquistas na construção de arranha-ceus de estrutura metálica, como associado de Louis Sullivan, estava próximo a Frank Lloyd Wright, denominado lieber meister.
O último grande edifício que Adler projetou foi o Temple Isaiah.
Fotografias e outros materiais de arquivo estão em posse da Ryerson & Burnham Libraries no Art Institute of Chicago. A Dankmar Adler Collection inclui cartas, papeis, e fotografias, bem como uma autobiografia.